# Australopithecus afarensis

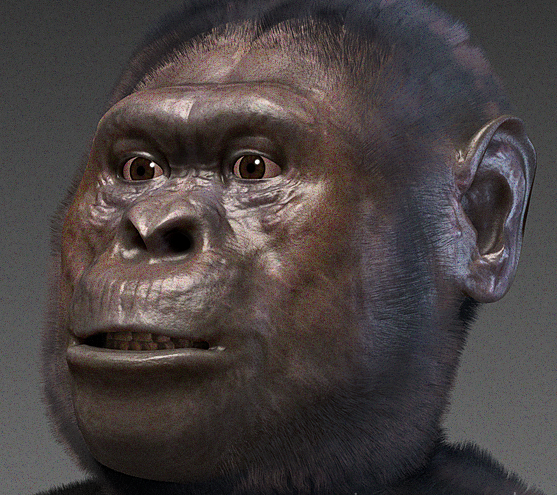
Reconstrucción facial de A. afarensis.

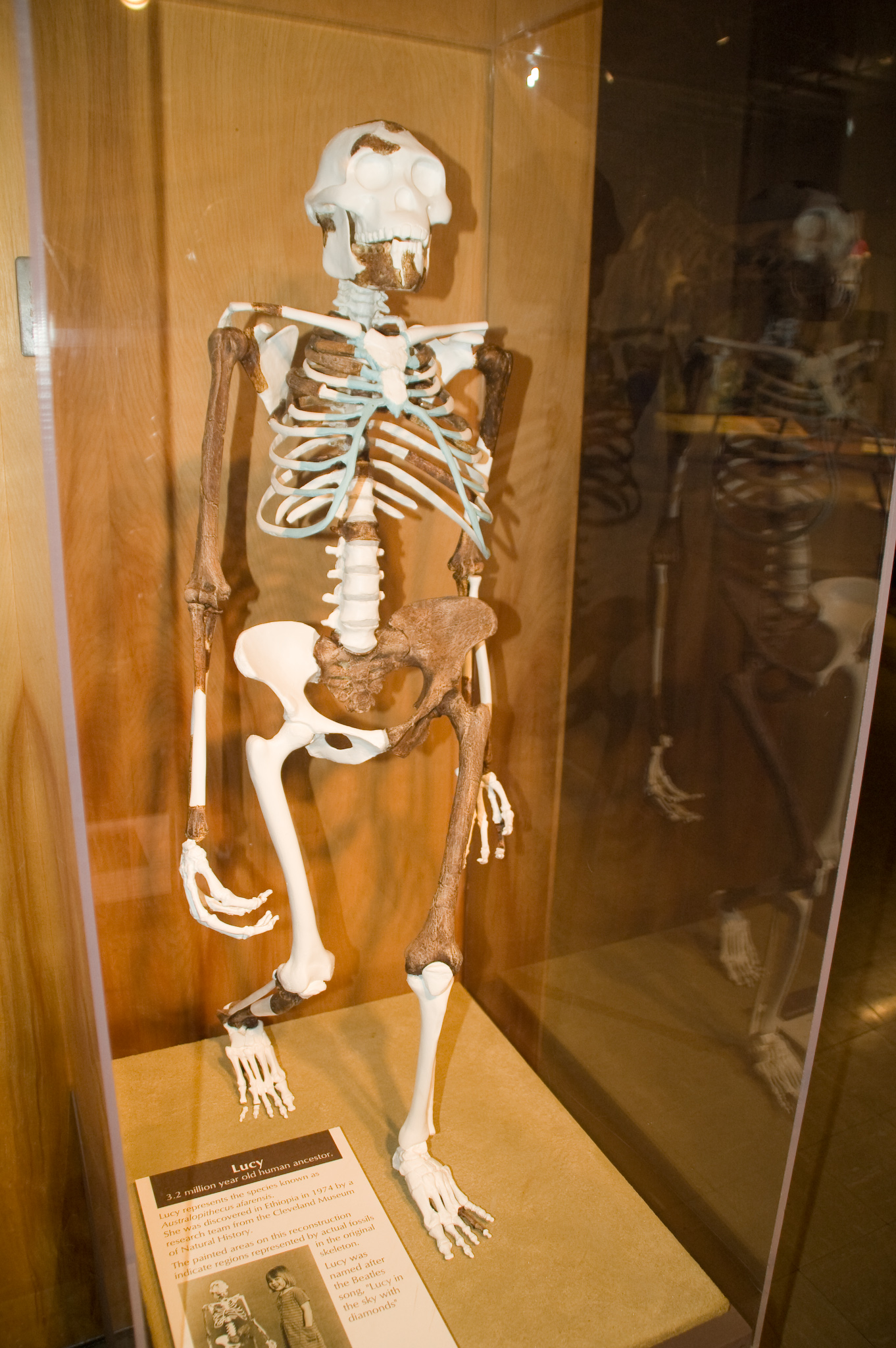
La reconstrucción del esqueleto de Lucy. Museo de Historia Natural de Cleveland.

Australopithecus afarensis (del latín 'mono austral de Afar') es un homínido extinto de la subtribu Hominina que vivió entre 3,9 y 3 millones de años atrás. Era de contextura delgada y grácil, y se cree que habitó solo en África del este (Etiopía, Tanzania y Kenia). La mayor parte de la comunidad científica aceptó que puede ser uno de los ancestros del género Homo.[cita requerida]

## Descubrimiento
Fue descubierto en 1974 por Donald Johanson, Yves Coppens y Tim White en el yacimiento de Hadar, valle del río Awash, Etiopía. El espécimen encontrado en aquel momento fue mundialmente conocido como Lucy.
Este descubrimiento destacó especialmente por ser el Australopithecus mejor conservado descubierto hasta aquella fecha. Así fue posible comprobar que la capacidad para caminar erguido, como los humanos actuales, fue muy anterior al crecimiento del cerebro. El estudio de su dentadura aclaró aspectos fundamentales sobre la evolución de los homínidos y descubrió la evolución simultánea de géneros, de manera que la línea Paranthropus se apartó de otras y en particular de la que evolucionó hacia Homo.[cita requerida]
Los restos de Lucy fueron encontrados en el lugar donde habitaba la tribu Afar, de ahí el nombre afarensis, y junto con otros doce individuos de la misma especie, incluido cráneos, conforman lo que algunos dan en llamarla «primera familia».
En años recientes se han descubierto muchos restos fósiles más antiguos que los de Lucy, motivo por el cual dejó de ser considerada la «abuela de la humanidad», aunque el hallazgo no perdió importancia. Hoy, los restos de Lucy están resguardados en una caja fuerte en Addis Abeba, capital de Etiopía.
En varias campañas de excavación, entre 2000 y 2005, se encontraron los restos de una niña Australopithecus afarensis de 3 años de edad y una antigüedad de 3,3 millones de años, procedentes del yacimiento de Dikika, cerca del río Awash en Raft Valley. La niña es conocida como Selam.

## Características físicas
Australopithecus afarensis es, como todo Australopithecus, un primate bípedo erguido, pero diferente de los humanos en varios aspectos:
- Capacidad craneal entre 380 y 450 cm³, lo que correspondería al tamaño del cerebro de un chimpancé y cercano a la tercera parte del de un humano actual promedio.
- Su pecho no tenía forma de barril, como en los humanos, sino que se estrechaba hacia arriba (forma de campana).
- El dimorfismo sexual era muy marcado, siendo los machos mucho más corpulentos que las hembras, con un promedio de masa corporal de 45 kg para los machos y 29 kg para las hembras.[3]

### Morfología ósea
Como se ha dicho, el cráneo relativamente pequeño, con un volumen parecido al de los antropomorfos actuales, aunque en comparación con el tamaño del cuerpo era relativamente grande. Además, su cara era bastante grande y se proyectaba delante del cráneo, debido al tamaño de los dientes (prognatismo).
El cráneo presenta pequeñas crestas sagitales y nucales, comparables a los del gorila macho actual, pero mucho más pequeñas.
A diferencia de los antropomorfos, los caninos de Australopithecus afarensis son reducidos, aunque se proyectan ligeramente delante del diente adyacente. Los incisivos son grandes (asociados al régimen frugívoro). Los molares y premolares son de tamaño sustancial, con superficies planas.
De su boca también se concluye que el paladar es muy similar al del hombre actual porque aunque es grande, forma una curva que no es parabólica, ni de lados paralelos, como en los grandes simios.
La forma de la pelvis es importante, ya que de ella se han realizado estudios necesarios para determinar el caminar bípedo erguido de los Australopithecus; es de su pequeño tamaño en comparación a los antropomorfos y presenta un canal de parto, en la hembra, más pequeño que el actual y con una notoria forma de riñón. Las hembras de la especie no necesitaban tener un gran canal de parto, debido al pequeño tamaño del cráneo de las crías.
Las falanges de los dedos son curvadas, tanto las de las manos como las de los pies (en forma más marcada en estos últimos). Esta característica sugiere que tenían gran capacidad de subir y colgarse de las ramas de los árboles, por lo que se piensa que estos eran su medio más o menos habitual.

## Uso de herramientas
Las primeras herramientas usadas por un ancestro humano datan de hace unos 2,5-2,6 millones de años, atribuyéndose su fabricación a Homo habilis. Sin embargo, una investigación llevada a cabo por un equipo internacional y multidisciplinar de investigadores concluyó que Australopithecus afarensis utilizaba piedras afiladas para extraer la carne de los huesos y obtener el tuétano de los mismos. 
De confirmarse esta tesis, aportaría importantes novedades en la investigación sobre los orígenes del ser humano, ya que supondría el consumo de carne, relacionado con el tamaño del cerebro, adelantando este, y asociado al uso de herramientas, 800.000 años antes de lo que se suponía.
No obstante, esta postura se encuentra con numerosos detractores. Manuel Domínguez-Rodrigo, arqueólogo español, sostiene que los huesos fueron pisoteados por animales. Tim D. White, de la Universidad de California, afirma haber trabajado en la zona durante 40 años y no haber encontrado una sola herramienta de piedra. Sileshi Semaw, de la Universidad de Indiana, cree que a veces los investigadores confunden marcas en los huesos con el pisoto de animales u otras causas naturales.

## Fósiles importantes
- Lucy
- Laetoli
- AL 200-1
- AL 129-1
- Selam, niña de 3,3 millones de años.

## Praeanthropus
Algunos autores ubican a Australopithecus afarensis y a Australopithecus anamensis en un género aparte llamado Praeanthropus.